# Гейнзе, Вильгельм
Иога́нн Я́коб Вильге́льм Ге́йнзе, также Хейнзе, Хайнзе (нем. Johann Jakob Wilhelm Heinse; 16 февраля 1746, Лангевизен, Тюрингия — 22 июня 1803, Ашаффенбург) — немецкий поэт и писатель эпохи «Бури и натиска».

## Биография и творчество
Известен романами «Ардингелло, или Счастливые острова» (нем. Ardinghello, oder die glückseligen Inseln, 1787, 2 тт.; на русский язык переведён М. Петровским под названием «Ардингелло и блаженные острова», М.-Л., Academia, 1935), где он излагает свои социальные идеалы («эмансипация плоти»; царство свободы, красоты и ничем не стеснённой радостной чувственности в стиле древних греков) и взгляды на искусство. Роман «Хильдегарда фон Хоэнталь» (Hildegard von Hohenthal, 1796, в 2 томах) содержит исторически ценные сведения о музыке его времени (особенно об итальянской опере). Оба романа являются ценным материалом для понимания эстетики эпохи. Другие произведения Гейнзе: «Sinngedichte» (1771) и переводы — «Begebenheiten des Enkolp, aus dem Satyrikon des Petron übersetzt» (Похождения Энкольпа, перевод из «Сатирикона» Петрония, 1773, 2 тт.), «Laidion, oder die Eleusinischen Geheimnisse» (Лайдион или элевзинские таинства, 1774), «Anastasia und das Schachspiel» (Анастасия и игра в шахматы, 1803, 2 тт.) и др.
Хотя Гейнзе во многом соприкасался с писателями рококо, однако он чужд их утончённой галантности, вычурности, их любви ко всякого рода условностям, поэтическим формулам. Его произведения характеризуются обилием материального (в стиле барокко), ко всему полнокровному, к ярким, кричащим краскам, в утверждении безудержной, разлитой во всем радости бытия.
«Молодая Германия» пробудила память о Гейнзе, и в 1838 году было издано собрание его сочинений (10 тт.). Издано также — «Briefwechsel zwischen Gleim und Heinse» (1894—1895, 2 тт.).

## Издания на русском языке
- Гейнзе В. Ардингелло и блаженные острова: [Роман] / Пер., ст. и комм. М. Петровского. — М.-Л.: Academia, 1935. — 596 с.